# Blesmes
Blesmes es una comuna francesa, situada en el departamento de Aisne, de la región de Alta Francia.

## Demografía
| 246 | 232 | 274 | 352 | 339 | 381 | 379 | 426 |
| Para los censos de 1962 a 1999 la población legal corresponde a la población sin duplicidades (Fuente: INSEE [Consultar]) |     |     |     |     |     |     |     |